# Hanna-Elisabeth Müller
Hanna-Elisabeth Müller, née le 3 mai 1985 à Mannheim, est une soprano allemande, chanteuse d'opéra et de lieder. En plus de ses engagements lyriques internationaux, elle apparaît régulièrement comme soliste dans l'interprétation d'oratorios, d'œuvres symphoniques et de chants pour orchestres. Son répertoire va du romantisme allemand au XXe siècle.

## Biographie

### Formation et premiers engagements
Dès son enfance, Hanna-Elisabeth Müller prend des cours de violon auprès de Dinu Hartwich à Speyer et pendant ses loisirs, elle chante dans la chorale nationale d'enfants et de jeunes Juventus vocalis à Dannstadt. Dès l'âge de onze ans, elle reçoit des cours de chant de sa directrice Judith Janzen et en 1998 chante le soprano dans Mass de Leonard Bernstein au Kultursommer Ludwigshafen.
Après avoir terminé ses études secondaires, elle étudie  à l'Université de musique et des arts du spectacle de Mannheim avec Rudolf Piernay, avec qui elle continue de travailler. Elle suit des classes de maître de Dietrich Fischer-Dieskau, Julia Varady, Edith Wiens, Elly Ameling, Thomas Hampson et Wolfram Rieger. En 2010, elle fait ses premiers grands débuts à l'opéra dans Orphée et Eurydice à l'Opéra de chambre de Rheinsberg  et en tant que Pamina dans La Flûte enchantée au Theater Altenburg de Gera. Elle est membre du studio d'opéra de l'Opéra d'État de Bavière lors de la saison 2010-11, fait ses débuts comme Papagena dans La Flûte enchantée en septembre 2010, et joue le rôle de Fillide dans une production de La fedeltà premiata de Joseph Haydn. En décembre 2013, elle est présentée par Rolando Villazón sur Arte dans le cadre de l'émission Stars de demain.

### Chanteuse d'opéra
De 2012-2013 à 2015-2016, elle est membre de l'ensemble de l'Opéra national de Bavière et fait ses débuts dans divers rôles de soprano lyrique. Selon sa voix, qui est décrite par les critiques comme « douée d'un timbre fin et léger », « comme taillée dans un cristal » ou « d'un argent de voix merveilleusement caractéristique », elle est principalement appelée pour les rôles de jeunesse, souvent en contrepartie d'une personnalité de scène plus mature qui est également soprano. Même après la fin de son engagement permanent, elle reste une invitée régulière de cette institution.
Après une audition auprès de Christian Thielemann, elle est engagée pour le Festival de Pâques de Salzbourg en 2014 dans le rôle de Zdenka dans Arabella de Richard Strauss. Le succès dans ce rôle aux côtés de Renée Fleming et Thomas Hampson est décisif pour son prix Upcoming Artist of the Year du sondage des critiques d'Opernwelt (de).
On la voit en tant que Sophie dans Der Rosenkavalier en 2015 à l'Opéra national des Pays-Bas. En 2017, elle se produit pour la première fois au Metropolitan Opera de New York (Marzelline dans Fidelio) et à La Scala de Milan (Donna Anna dans Don Giovanni). Elle fait également ses débuts à l'Opéra d'État de Vienne en novembre 2019 dans le rôle de Donna Anna.

### Rôles et engagements (sélection)
| œuvre                                            | rôle |
| ------------------------------------------------ | --- |
| Pamina (La flûte enchantée)                      | - Philharmonie de Thuringe - Teatro dell'Opera di Roma (début maison, mars 2012) - Opéra d'État de Bavière, Munich (depuis déc. 2012) - Metropolitan Opera New York (version abrégée en anglais, nov. 2017) |
| Gretel (Hänsel und Gretel)                       | Opéra d'État de Bavière |
| Zerlina (Don Giovanni)                           | Opéra d'État de Bavière |
| Woglinde (L'Or du Rhin, Le Crépuscule des dieux) | Opéra d'État de Bavière |
| Susanna (Les Noces de Figaro)                    | - Opéra d'État de Bavière - Metropolitan Opera New York (février 2020) |
| Donna Clara (Der Zwerg)                          | Opéra d'État de Bavière |
| Servilia (La clemenza di Tito)                   | Opéra d'État de Bavière |
| Zdenka (Arabella)                                | - Festival de Pâques de Salzbourg - Semperoper Dresde (novembre 2014) - Opéra d'État de Bavière (depuis juillet 2015)                                                                                       |
| Sophie (Rosenkavalier)                           | - Opéra national des Pays-Bas - Opéra d'État de Bavière (juillet 2016 - mars 2018) |
| Sophie (Werther)                                 | Opéra d'État bavarois, |
| Marzelline (Fidélio)                             | - Opéra d'État de Bavière - Metropolitan Opera de New York (mars 2017) |
| Donna Anna (Don Giovanni)                        | - Scala de Milan - Opéra d'État de Bavière (mars 2019) - Opéra d'État de Vienne (novembre 2019) |
| Iliade (Idoménée)                                | Opéra de Zurich |
| Sandrina (La finta giardiniera)                  | Scala de Milan |
| Cordélia (Lear)                                  | Opéra d'État bavarois |
| Elettra (Idoménée)                               | Festival d'opéra de Munich |

### Lieder et concerts
En plus de l'opéra, elle est chanteuse de lieder. Depuis sa participation au Festival du printemps de Heidelberg en 2011 avec sa pianiste permanente Juliane Ruf et souvent avec un accompagnement d'orchestre, elle maintient et développe un répertoire qui comprend des chansons d'Alban Berg, Benjamin Britten, Francis Poulenc, Arnold Schönberg, Robert Schumann, Richard Strauss et Hugo Wolf. Grâce au soutien du New Talent Programm de la SWR2 de 2013 à 2015 , elle touche un large public avec deux récitals radio. Dans ce cadre, elle fait ses débuts au Festival de Schwetzingen en mai 2013.
Son premier CD solo Traumgekrönt, sort en juin 2017 et est salué par la presse écrite et en ligne  et entre dans la liste 4/2017 des meilleurs disques du prix de la critique allemande du disque (de) En 2018, elle chante au Teatro de la Zarzuela à Madrid  et à La Scala de Milan. Un deuxième CD Reine de cœur sort chez Pentatone en février 2020.
Sa participation à des oratorios et des chants pour orchestre l'amène à des salles de concert telles que les Philharmonies de Berlin, Cologne, Munich et Paris et la Philharmonie de l'Elbe. Après l'ouverture du Festival de Salzbourg de 2016 avec la Création de Haydn, elle est reconnue comme ayant « cette clarté dont la musique classique viennoise a absolument besoin ». Son interprétation des œuvres romantiques et romantiques tardives est qualifiée de « simple mais captivante ».
le 11 janvier 2017, elle remplace Camilla Tilling à l'ouverture de la Philharmonie de l'Elbe de Hambourg et chante, sans pouvoir répéter au préalable, avec le chœur et l'orchestre  la partie soprano du 4e mouvement de la Symphonie no 9 de Beethoven de Ludwig van Beethoven. En décembre 2018, elle est soliste au ZDF Advent Concert de la Église Notre-Dame de Dresde. En décembre 2021, elle est soliste avec Saimir Pirgu au concert du Nouvel An ZDF du Semperoper Dresden.

### Répertoire (sélection)
| compositeur          | œuvre                                               | lieu |
| -------------------- | --------------------------------------------------- | --- |
| Ludwig van Beethoven | Mlle Solemnis .                                     | - Akademie für Alte Musik Berlin, RIAS Chamber Choir, Hans-Christoph Rademann ( Philharmonie de Berlin, janvier 2012) - Orchestre symphonique de Bâle, Gächinger Kantorei, Hans-Christoph Rademann ( Stadtcasino Basel, avr. 2016)                                                              |
| Alban Berg           | Sept premières chansons                             | Orchestre philharmonique d'Essen, Hans Graf (Essen, septembre 2016) |
| Johannes Brahms      | Un requiem allemand                                 | - Orchestre symphonique WDR, Jukka-Pekka Saraste (Orchestre philharmonique de Cologne, octobre 2014) - Orchestre de Cleveland, Franz Welser-Möst ( Monastère St. Florian, août 2016) - Orchestre philharmonique de Berlin, Yannick Nézet-Séguin (Orchestre philharmonique de Berlin, oct. 2017) |
| Antonin Dvořák       | Stabat Mater                                        | - Orchestre philharmonique de Munich, Manfred Honeck (Orchestre philharmonique de Munich, avr. 2018) - Orchestre symphonique HR, Andrés Orozco-Estrada (Concert d'ouverture Rheingau Musik Festival, Kloster Eberbach, juin 2019)                                                               |
| Joseph Haydn         | Missa in Angustiis (Nelson Mass).                   | Orchestre de chambre de Heilbronn, Gottfried von der Goltz (Kornhaus Ulm, mars 2015) |
| Joseph Haydn         | La Création (Gabriel et Eve)                        | - Orchestre de chambre d'Europe, Yannick Nézet-Séguin, (Concert d'ouverture du Festival de Salzbourg, juillet 2016) - Coro e Orchestra del Maggio Musicale Fiorentino, Zubin Mehta, novembre 2020                                                                                               |
| Gustave Mahler       | 4. symphonie                                        | - Staatskapelle de Dresde, Myung-Whun Chung (tournée en Chine, novembre 2015) - Orchestre symphonique allemand, Robin Ticciati (Orchestre philharmonique de Berlin, juin 2017) |
| Franz Schubert       | Chansons dans la version orchestrale de Felix Mottl | Philharmonie de Thuringe, Juri Lebedew (Gotha Margarethenkirche, janvier 2012) |
| Robert Schumann      | Scènes du Faust de Goethe (Gretchen)                | Orchestre de Paris, Daniel Harding ( Philharmonie de Paris, concert d'ouverture de saison sept 2016) |
| Richard Strauss      | Quatre dernières chansons                           | - Orquesta Sinfónica del Principado de Asturias (Bilbao, mars 2016) - WDR Symphony Orchestra (Viersen et Duisburg, mars 2016) |

### Prix
- 2009 : 1er Prix, prix du public et prix de la meilleure interprétation d'une œuvre contemporaine au concours de duo de chansons à Enschede (Pays-Bas) avec sa compagne de piano Mihaela Tomi[20].
- 2010 : 1er Prix au concours de chant « Son et explication - travail de médiation en musique et parole » du groupe culturel de l'économie allemande[21].
- 2011 : Tous les prix du Concours international d'art vocal Ada Sari à Nowy Sącz[22].
- 2013 : Prix du Festival de la "Société pour la Promotion du Festival d'Opéra de Munich"[23].
- 2014 : Prix du "Jeune artiste de l'année" par le magazine Opernwelt

## Discographie
CD
- Anton Bruckner : Messe no 3 en fa mineur. Hanna-Elisabeth Müller, Anke Vondung, Dominik Wortig, Franz-Josef Selig (de), Chœur de la radio Bavaroise, Orchestre symphonique de Bamberg, Robin Ticciati. Tudor, 2014.
- Traumgekrönt. Lieder de Richard Strauss, Arnold Schönberg et Alban Berg. Hanna-Elisabeth Müller (soprano), Juliane Ruf (piano). Belvedere, 2017.
- Gustav Mahler : Symphonie no 4. Hanna-Elisabeth Müller (soprano), Duisburger Symphoniker, dir. Ádám Fischer. Cavi, 2017.
- Richard Strauss : Der Rosenkavalier. Avec Hanna-Elisabeth Müller (Sophie), Camilla Nylund (Marschallin), Paula Murrihy (Oktavian), Peter Rose (Baron Ochs von Lerchenau) ; Netherlands Philharmonic Orchestra, dir. Marc Albrecht. Concert, septembre 2015. Challenge Classics, 2017.
- Reine de cœur. Lieder et Mélodies de Robert Schumann, Francis Poulenc et Alexander von Zemlinsky. Hanna-Elisabeth Müller (soprano), Juliane Ruf (Klavier). Pentatone, 2020.

DVD/Blu-ray
- Richard Strauss : Arabella. Avec Hanna-Elisabeth Müller (Zdenka), Renée Fleming (Arabella), Thomas Hampson (Mandryka), Daniel Behle (Matteo). Sächsischer Staatsopernchor et Staatskapelle de Dresde, dir. Christian Thielemann. Regie: Florentine Klepper. Concert au Festival de Pâques de Salzbourg 2014. Unitel Classica, 2014.
- Johannes Brahms : Ein Deutsches Requiem. Hanna-Elisabeth Müller (soprano), Simon Keenlyside (Baryton), Orchestre de Cleveland, Wiener Singverein, dir. Franz Welser-Möst. Concert à l'Abbaye de Saint-Florian, août 2016. Concorde, 2017.
- concert d'ouverture de la Philharmonie de l'Elbe, Hambourg. Avec Hanna-Elisabeth Müller soliste du dernier mouvement de la 9e Symphonie de Ludwig van Beethoven. Orchestre symphonique de la NDR, dir. Thomas Hengelbrock. CMajor, 2017.